# Angelika Schwarzhuber

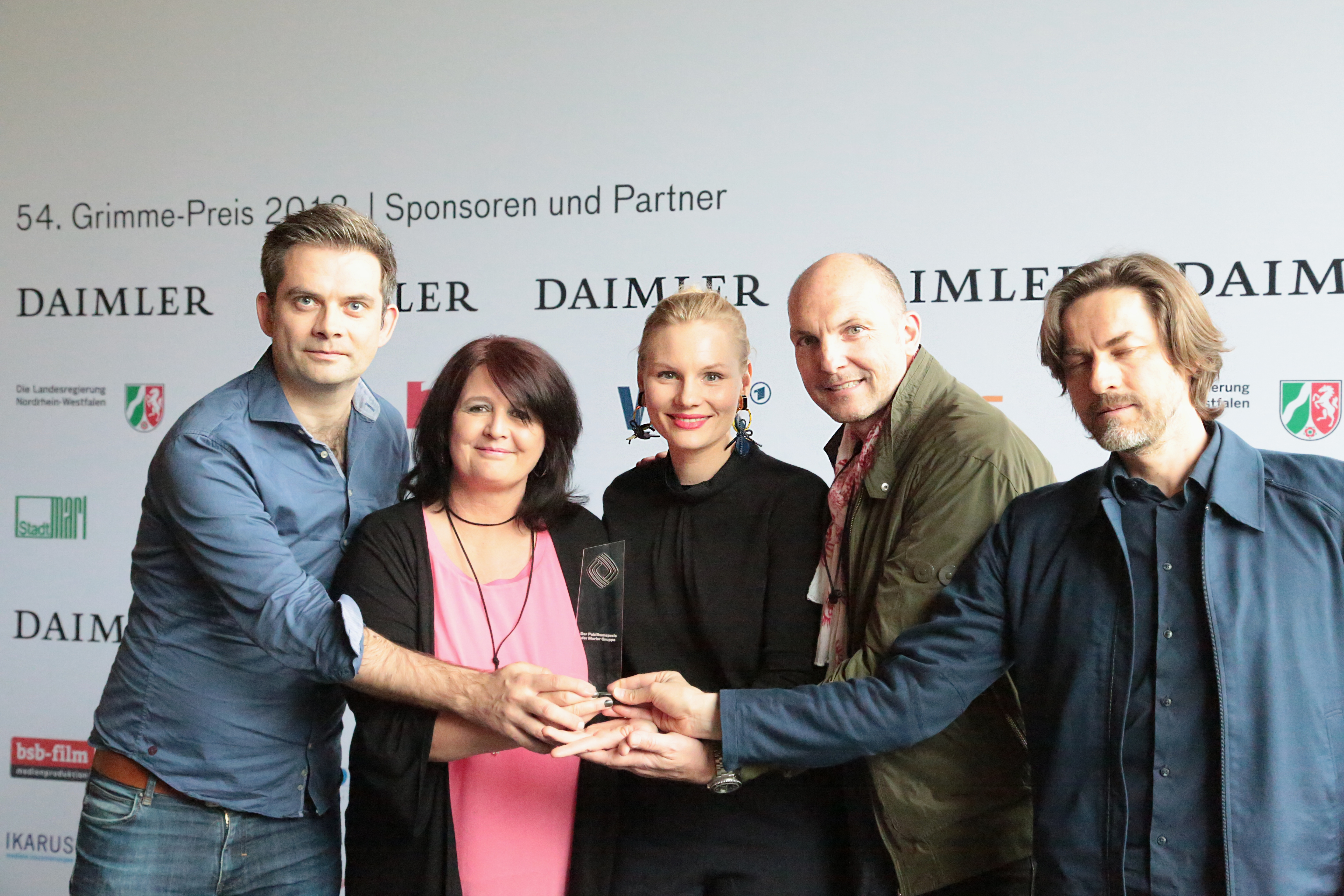
Christian Lex, Angelika Schwarzhuber, Rosalie Thomass, Nil Dünker und Hans Steinbichler beim Grimme-Preis 2018

Angelika Schwarzhuber (* 1965 in Osterhofen) ist eine deutsche Autorin.

## Leben
Schwarzhuber, geboren und aufgewachsen in Niederbayern, arbeitet seit Beginn der 2000er Jahre als Drehbuchautorin für verschiedene Produktionsfirmen und Sender. Des Weiteren war sie auch als Autorin und Redakteurin für Werbe- und Imagefilme tätig.
Für den Film Eine unerhörte Frau bekam sie diverse Preise, darunter der Deutsche Fernsehpreis 2018 und der Grimmepreis 2018.
Sie schreibt auch unter den offenen Pseudonymen Ella Janek und Anika Schwarz.
Sie ist Mutter zweier Söhne und lebt in einer kleinen Stadt an der Donau.

## Werke

### Bücher
Unter dem Namen Angelika Schwarzhuber:
- Liebesschmarrn und Erdbeerblues. Roman. blanvalet, München 2012, ISBN 978-3-442-37955-2.
- Hochzeitsstrudel und Zwetschgenglück. Roman. blanvalet, München 2013, ISBN 978-3-442-38074-9.
- Servus heißt vergiss mich nicht. Roman. blanvalet, 2015, ISBN 978-3-7341-0238-7.
- Der Weihnachtswald. Roman. Weltbild, Augsburg 2016, ISBN 978-3-95973-232-1.
- Barfuß im Sommerregen. Roman. blanvalet, München 2018, ISBN 978-3-7341-0553-1.
- Das Weihnachtswunder. Roman. blanvalet 2018, ISBN 978-3-7341-0631-6
- Das Weihnachtslied. Roman. blanvalet 2019, ISBN 978-3-7341-0779-5
- Ziemlich hitzige Zeiten. Roman. blanvalet 2020, ISBN 978-3-7341-0715-3
- Das Weihnachtsherz. Roman. Weltbild, Augsburg 2020, ISBN 978-3-96377-548-2
- Ziemlich turbulente Zeiten. Roman. blanvalet 2021, ISBN 978-3-7341-0908-9
- Ziemlich runde Zeiten. Roman. blanvalet München 2022, ISBN 978-3-7341-1045-0
- [6]Die Weihnachtsfamilie. Roman. blanvalet 2022, ISBN 978-3-7341-1148-8
- Ziemlich bunte Zeiten. Roman. Blanvalet München 2023, ISBN 978-3-7341-1210-2
- Die Weihnachtsüberraschung. Roman. Blanvalet 2023,  ISBN 978-3-7341-1239-3
- Dich schaff ich auch noch. Roman. Blanvalet München 2024, ISBN 978-3-7341-1318-5

Unter dem Namen Ella Janek:
- Die Frau im Park. Roman. DroemerKnaur Verlag 2021, ISBN 978-3-426-52743-6
- Die Zärtlichkeit der Wellen. Roman. DroemerKnaur Verlag 2022, ISBN 978-3-426-52834-1

Unter dem Namen Anika Schwarz:
- Beat Girls – Die Bühne gehört uns. Roman. Aufbau TB Verlag Berlin 2023, ISBN 978-3-7466-3918-5
- Beat Girls – Das Glück gehört uns. Roman. Aufbau TB Verlag Berlin 2023, ISBN 978-3-7466-3919-2

### Hörbücher
- Liebesschmarrn und Erdbeerblues. Gelesen von Rosalie Thomass, Der Hörverlag, 2012, ISBN 978-3-86717-889-1 (Lesung, 4 Audio-CDs, Laufzeit: 281 Minuten)
- Das Weihnachtswunder, gelesen von Stephanie Liebl und Winfried Frey, 2020 Schau Hi Films feat. BMN – Bavarian Music Network
- Ziemlich hitzige Zeiten, gelesen von Gergana Muskalla, 2021 Audiblestudios
- Ziemlich turbulente Zeiten, gelesen von Gergana Muskalla, 2022 Audiblestudio
- Ziemlich runde Zeiten, gelesen von Gergana Muskalla, 2022 Audiblestudios
- Ziemlich bunte Zeiten, gelesen von Gergana Muskalla, 2023 Audiblestudios
- Beat Girls – Die Bühne gehört uns, gelesen von Saskia Haisch, 2023 Aufbau Audio
- Beat Girls – Das Glück gehört uns, gelesen von Saskia Haisch, 2023 Aufbau Audio
- Die Weihnachtsfamilie, gelesen von Gergana Muskalla, 2023 Audiblestudios
- Dich schaff ich auch noch, gelesen von Gergana Muskalla, 2024, Audiblestudios

### Drehbücher
- 2008 Dahoam is dahoam – Folge: Unverhofft kommt oft – mit Christian Lex
- 2010 Weißblaue Geschichten – Ein Irrtum zum Verlieben – mit Christian Lex
- 2014 Weißblaue Geschichten – Erbschaft zum Glück
- 2015 Eine unerhörte Frau – TV-Spielfilm mit Christian Lex, Regie: Hans Steinbichler
- 2017 Rübezahls Schatz[7] - TV Märchen – Rewrite, Regie: Stefan Bühling
- 2018 Weißblaue Geschichten – Zwei Männer sind einer zu viel, Regie Jörg Schneider
- 2019 Hochzeitsstrudel und Zwetschgenglück – TV-Spielfilm nach dem gleichnamigen Roman, Regie: Thomas Kronthaler, – mit Christian Lex
- 2019 Watzmann ermittelt – TV-Serie, ARD, mehrere Folgen mit Christian Lex
- 2020 Watzmann ermittelt – TV-Serie, ARD, mehrere Folgen mit Christian Lex
- 2021 Watzmann ermittelt – TV-Serie, ARD, mehrere Folgen mit Christian Lex
- 2021 Die Luft zum Atmen, ZDF, mit Christian Lex
- 2022 Watzmann ermittelt - TV-Serie, ARD, mehrere Folgen mit Christian Lex
- 2023 Watzmann ermittelt - TV-Serie, ARD, mehrere Folgen mit Christian Lex
- 2024 Watzmann ermittelt - TV-Serie, ARD, mehrere Folgen mit Christian Lex